# 意大利人大道
意大利人大道（法語：Boulevard des Italiens）是巴黎东西走向连贯的四条“grands boulevards”之一，自西向东包括马德莱娜大道、嘉布遣大道、意大利人大道和蒙马特大道。它得名于法国革命前不久的1783年建于此处的意大利剧院（现在的巴黎喜剧院）。此前使用过的名称有boulevard Neuf、boulevard du Dépôt、boulevard de la Chaussée d'Antin、boulevard Cerutti（法国革命期间）、根特大道（boulevard de Gand，1815 - 1828年）。 
1795年后，许多流亡者在督政府时期从国外返回法国，聚集于此，使它获得“小科布伦茨”的绰号。第二次波旁复辟时称为根特大道（boulevard de Gand），以纪念路易十八在百日王朝时流亡到根特。 
在整个19世纪，这条大道是一巴黎精英们的聚会场所（这一角色一直持续到第一次世界大战），当时也是巴黎咖啡馆和杜昂咖啡馆（Tortoni，布宜诺斯艾利斯的那座也得名于巴黎的这座）的时代。奥斯曼大道在1920年代完成后，这些建筑消失了，被代之以其他建筑物，特别是财政方面的-法国巴黎银行总部，约瑟夫·马拉斯特设计。